# Socjaldemokratyczna Partia Albanii
Socjaldemokratyczna Partia Albanii (Partia Socialdemokrate e Shqipërisë) – albańska partia polityczna, powstała w 1991 roku. W wyborach w 2001 otrzymała 3.6% głosów i 4 miejsca w parlamencie. W wyborach, w czerwcu 2005 zwiększyła swój stan posiadania, do 7 miejsc. Wszyscy posłowie dostali się do parlamentu z list proporcjonalnych.